# St. Petrus und Paulus (Oberschmon)

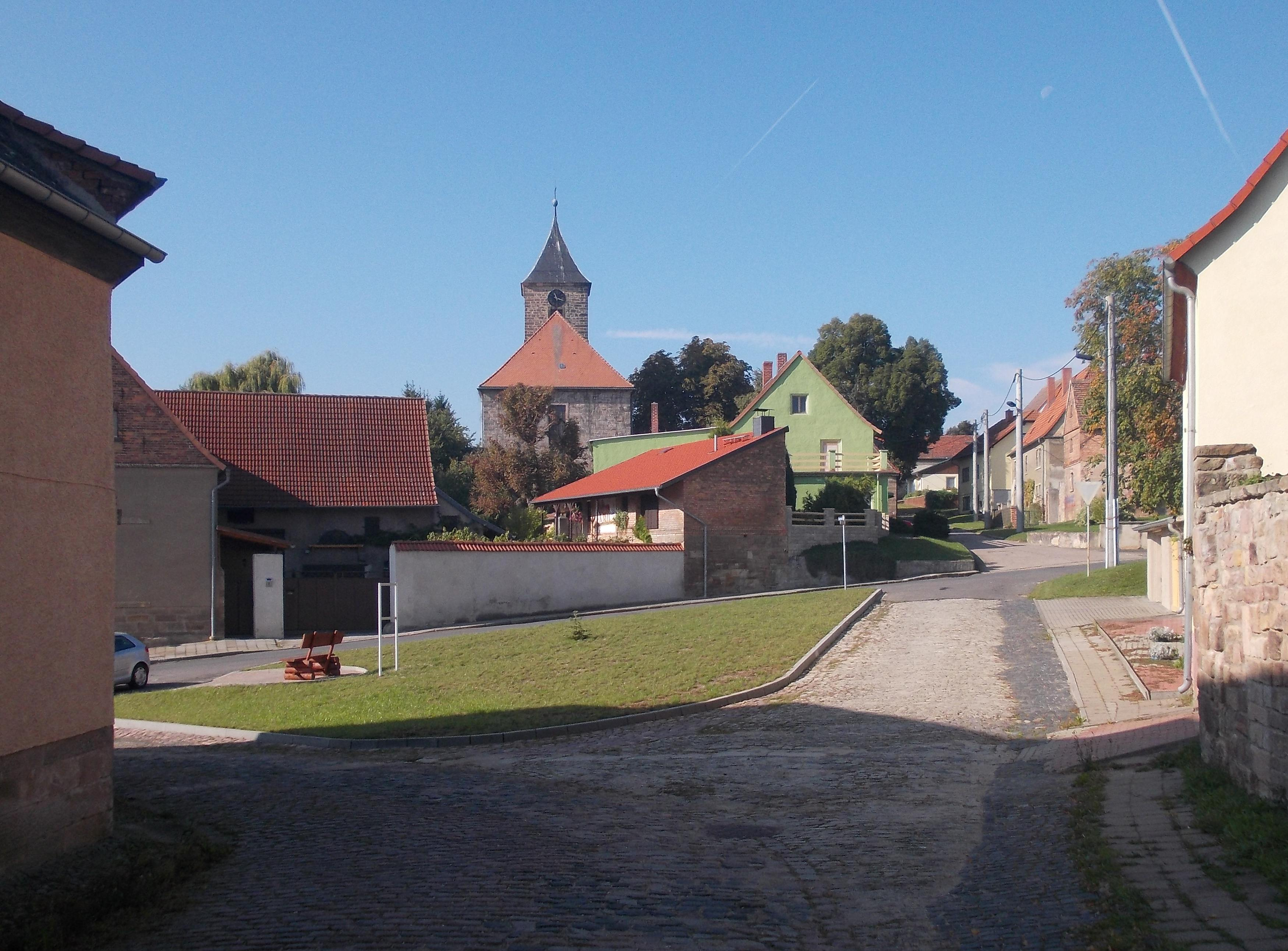
Kirche im Ortsverbund (2015)

St. Petrus und Paulus ist eine denkmalgeschützte evangelische Kirche im Ortsteil Oberschmon des Ortes Schmon der Stadt Querfurt in Sachsen-Anhalt.
Im örtlichen Denkmalverzeichnis ist sie unter der Erfassungsnummer 094 16964 als Baudenkmal verzeichnet. Sie trägt heute den Namen St. Peter und Paul.

## Geschichte
Die den heiligen Simon Petrus und Paulus von Tarsus geweihte Kirche am Glockenberg ist eine um 1400 im Osterbann des Bistums Halberstadt erwähnte Pfarrkirche. Sie gehörte trotz der Nähe zum Erzpriestersitz Lobersleben zum Erzpriestersitz Reinsdorf an der Unstrut. Laut Dachfahne des Turmes entstand das heutige klassizistische Aussehen im Jahr 1831. In der Kirche wiederum befindet sich auf der Bodenplatte im Altarraum die Jahreszahl 1832.
Die Kirche wurde zu Zeiten der Deutschen Demokratischen Republik (DDR) restauriert. In Folge der Restaurierung wurden das links und rechts vom Altar befindliche Kirchengestühl entfernt und mit Betonguss aufgefüllt. Rechts neben dem Altar zeugt eine Datumsangabe „27.8.1981“ von dieser Überarbeitung.

## Beschreibung
In der Kirche sorgen zwei große Emporen für zusätzliche Sitz- und Stehplätze zu dem im Hauptschiff befindlichen festen Gestühl. Auf der ersten Empore befindet sich die funktionstüchtige Orgel. Die Emporen umlaufen den gesamten Raum und sind aus dunklem Holz gefertigt. Der Kanzelkorb besitzt einen schlanken Fuß und wird von Pilastern flankiert.
Eine weitere Besonderheit der Dorfkirche ist das mechanische Uhrwerk der Kirchturmuhr.
Auch beherbergt der Glockenturm seit zwei Jahren einen aktiv genutzten Nistplatz für Turmfalken.

## Orgel
Die heutige mechanische Orgel wurde 1821 durch Georg Ratzmann aus Ohrdruf errichtet. Nach mehreren Umbauten besitzt die Orgel heute noch 12 klingende Stimmen auf einem Manual. Die elektrisch betriebene Balganlage mit drei Keilbälgen befindet sich im Turmraum.

## Glocken
Der Kirchturm beherbergt drei Glocken, welche in den Wirren des Zweiten Weltkriegs zum Glockenfriedhof nach Hamburg-Veddel gebracht wurden, um sie dort einzuschmelzen und der Waffenproduktion zuzuführen. Es ist einem Pfarrer zu verdanken, der der Gemeinde nahe stand, dass die Glocken gerettet und wieder nach Oberschmon zurückgebracht werden konnten. Sie stammen aus den Jahren 1806 (gegossen von Ulrich/Laucha), der 1. Hälfte des 14. Jahrhunderts und der 2. Hälfte des 13. Jahrhunderts.
Die Tonfolge des elektrisch betriebenen Geläutes ist f'-c''-h''.

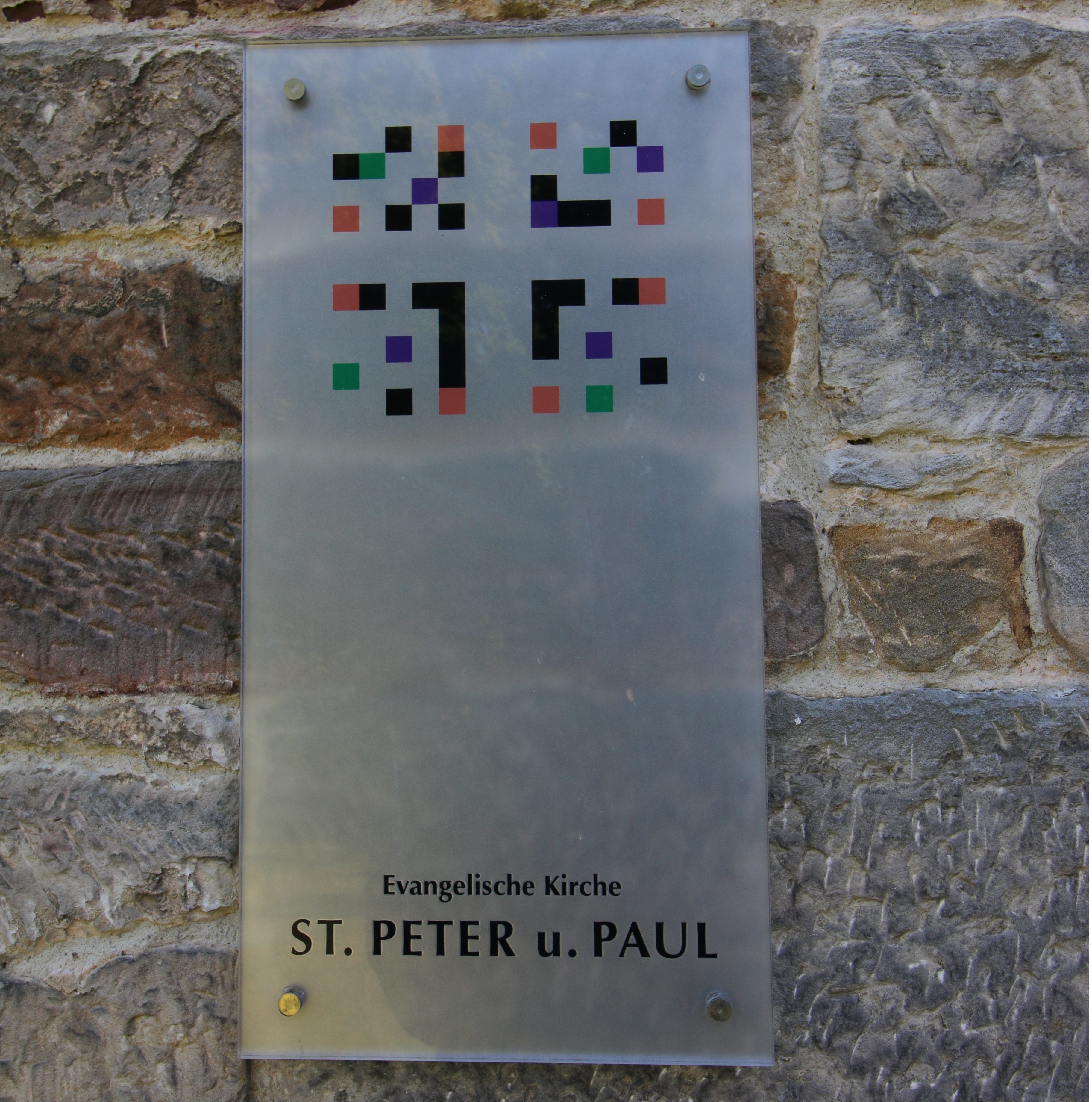
Namensschild der Kirche in Oberschmon
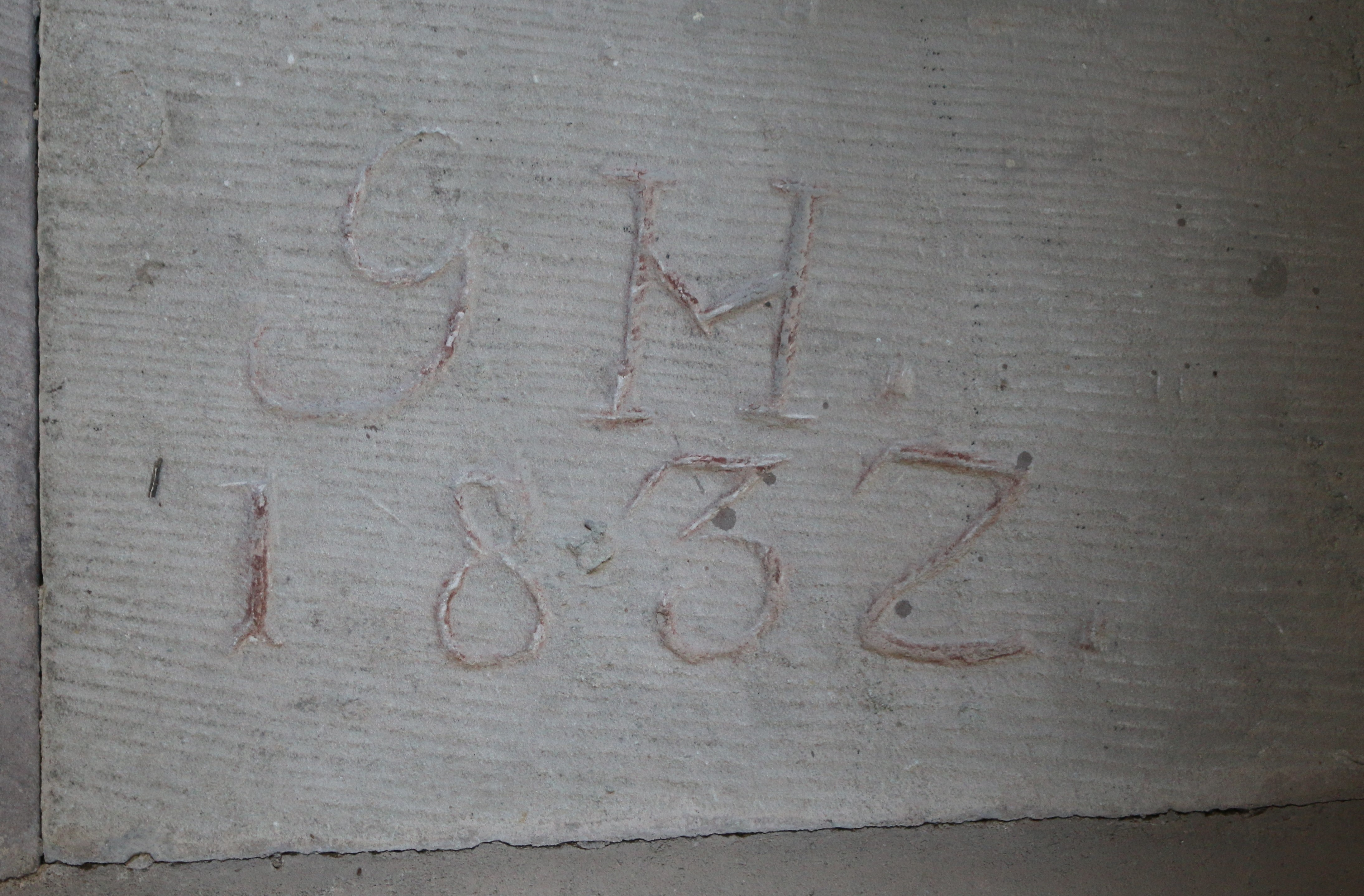
Bodenplatte aus dem Altarraum mit dem Datum 1832
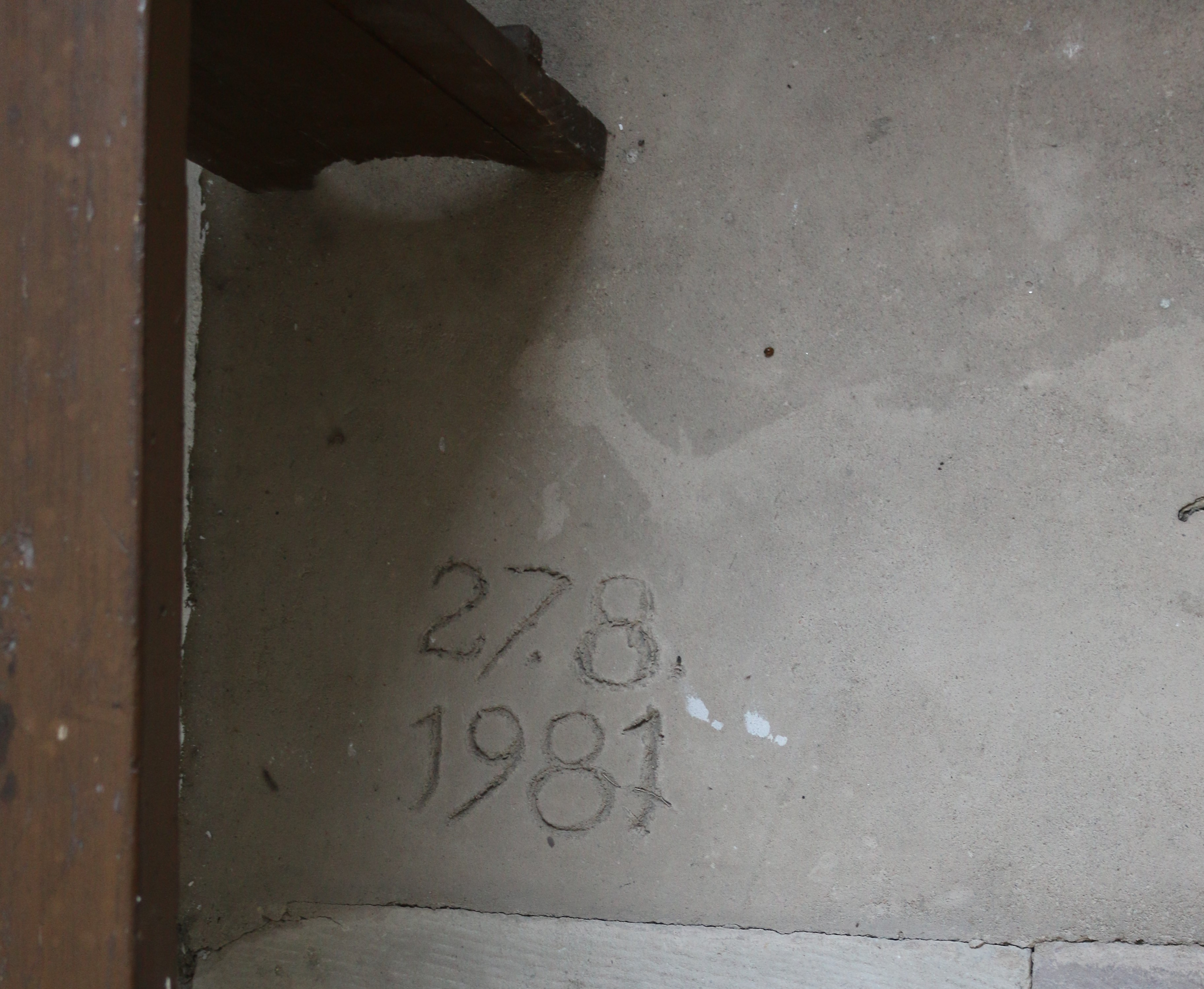
Bodenplatte in der Kirche St. Peter und Paul in Oberschmon mit der Jahreszahl 1981
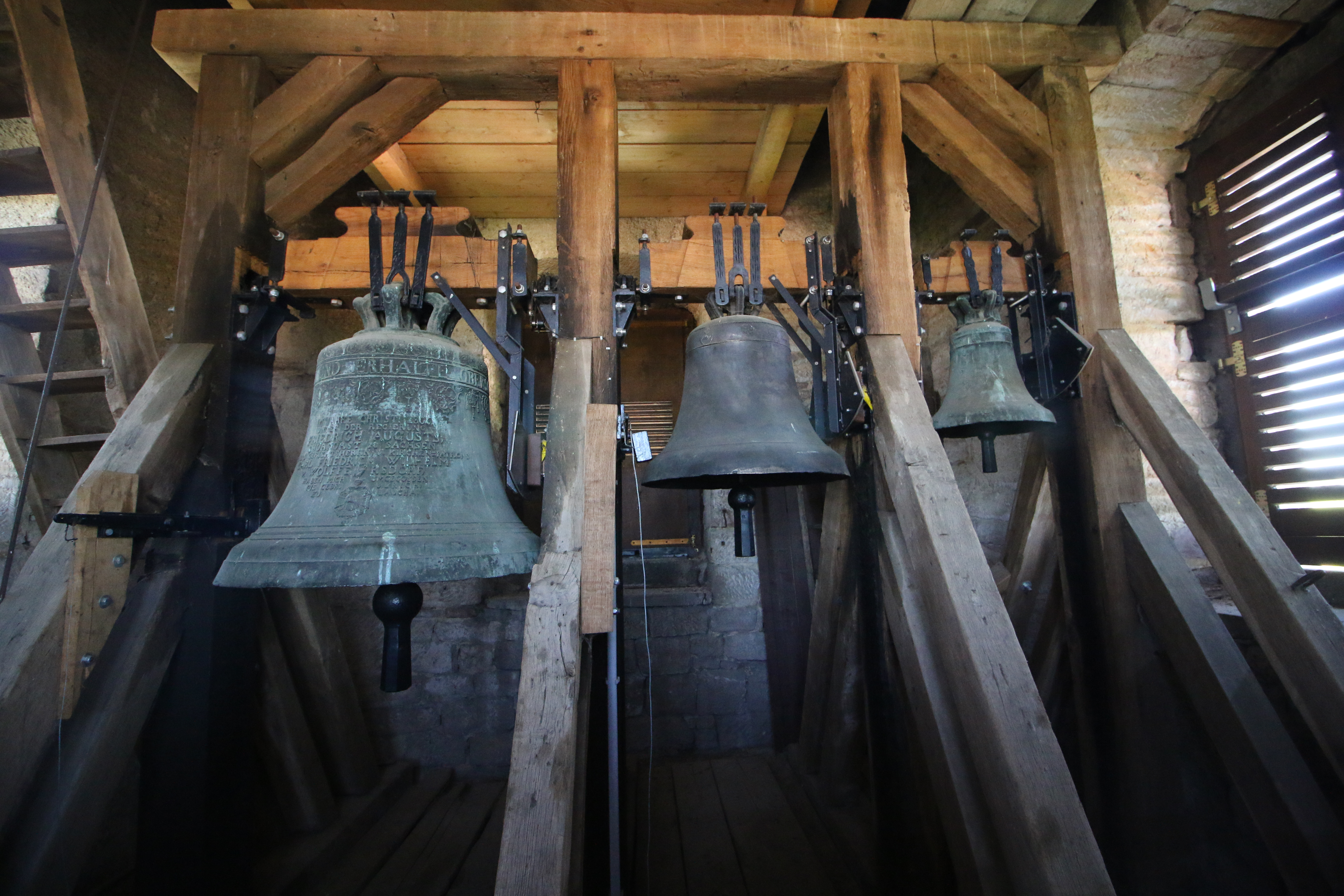
Kirchen Glocken der Dorfkirche Oberschmon
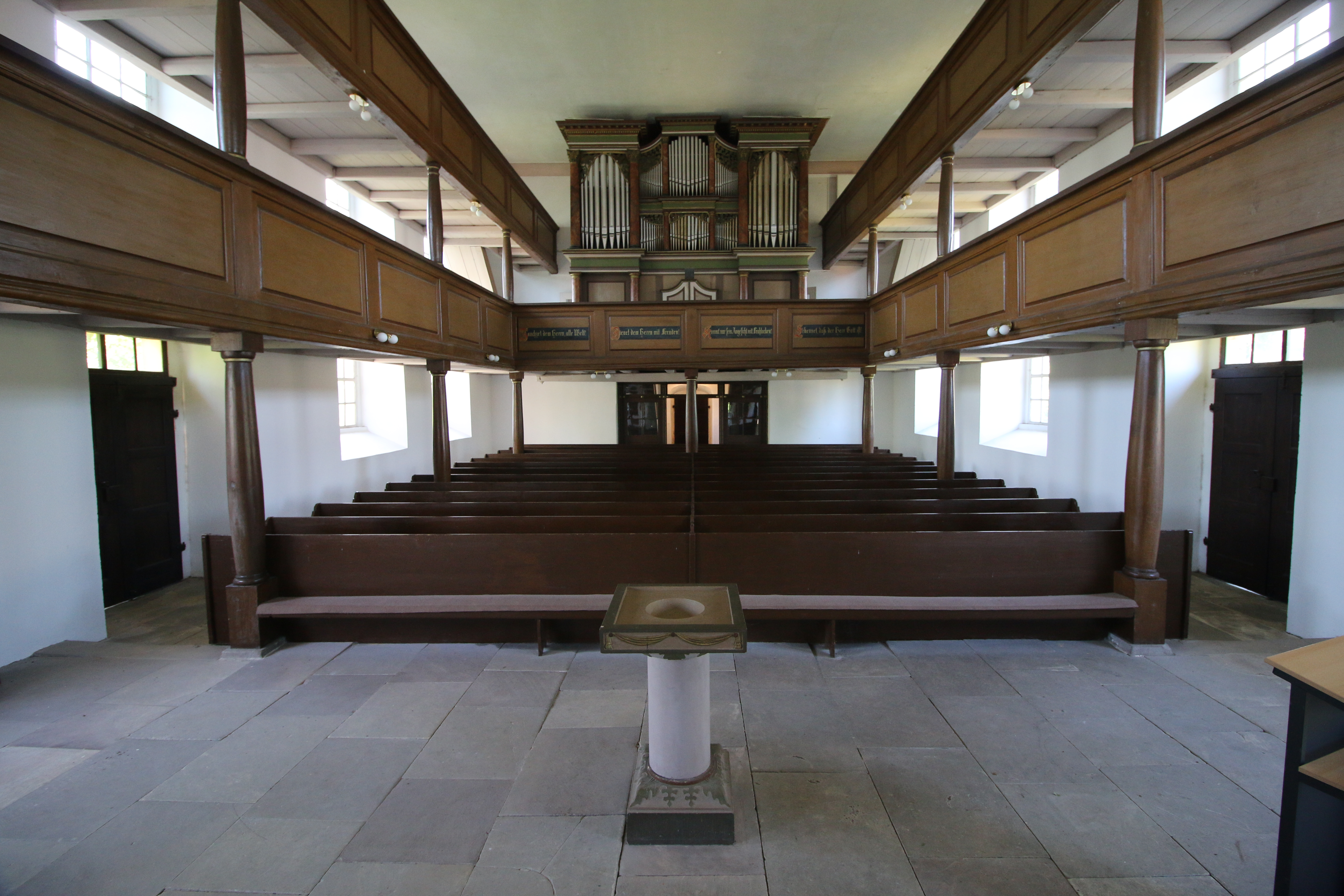
Kirche Oberschmon Blick auf die Orgel, das Kirchengestühl und den Taufstein
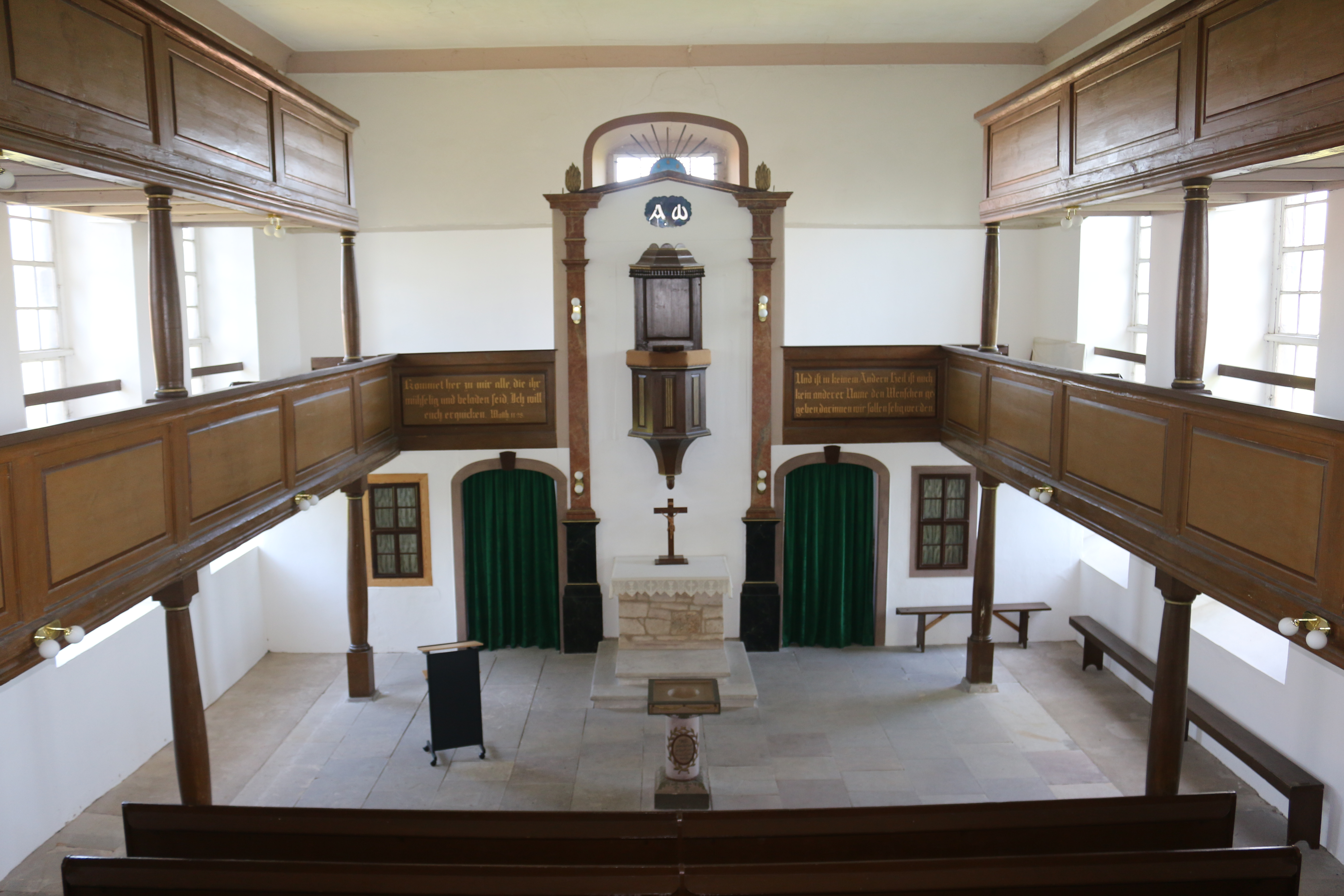
Kirche Oberschmon Blick auf den Altar
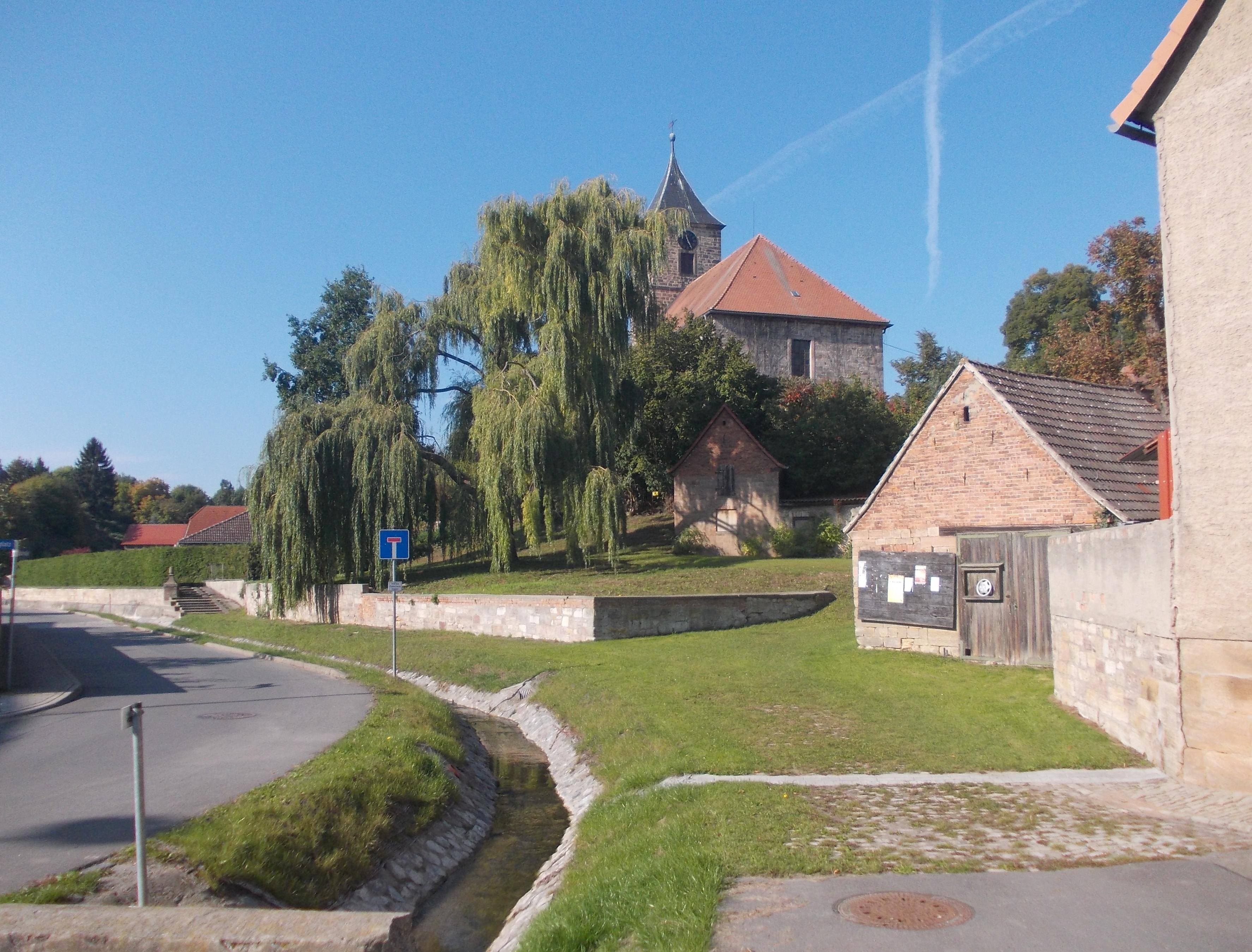
St. Petrus und Paulus in Oberschmon
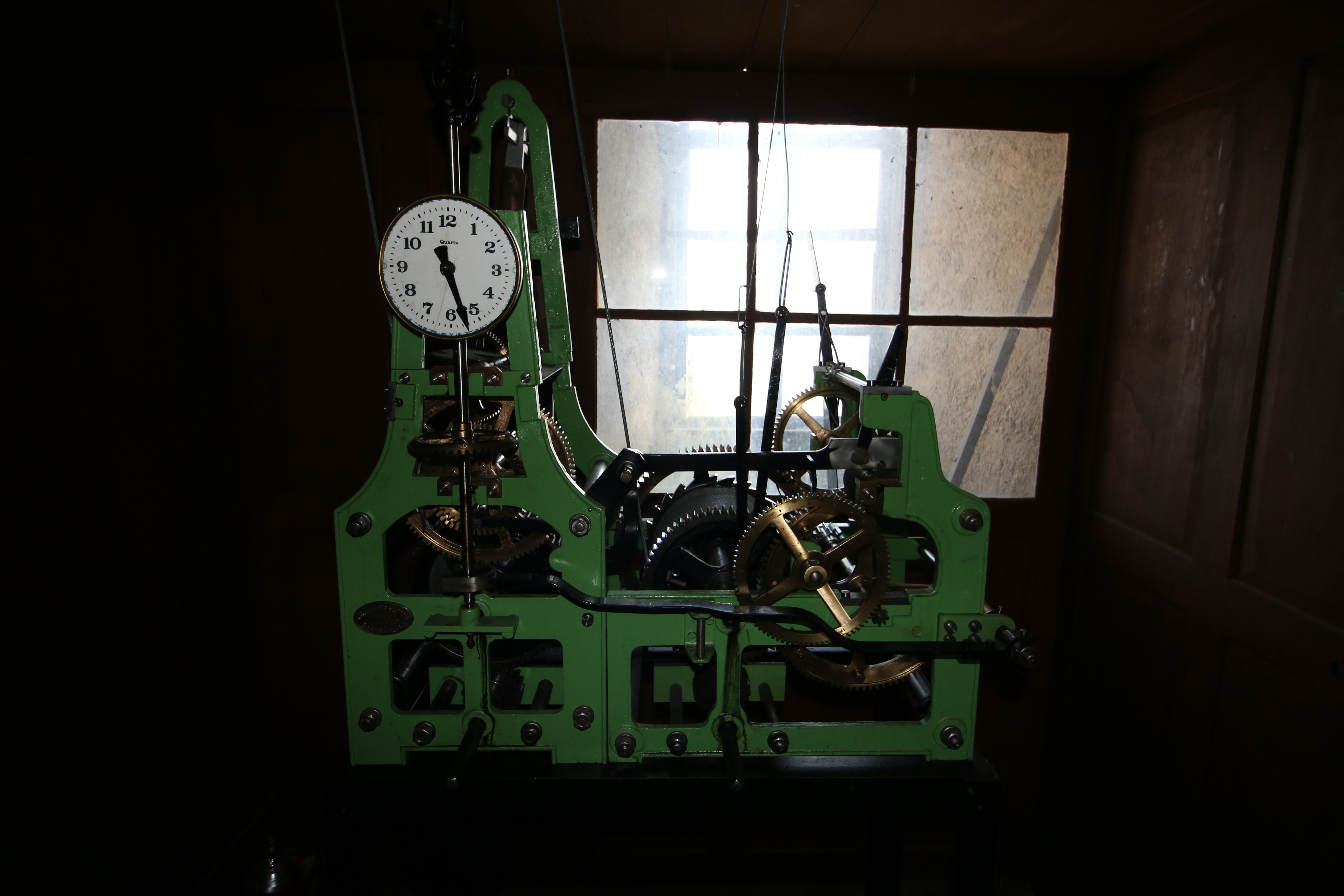
Kirche Oberschmon mechanisches Uhrwerk